# Двигател
Двигателят е машина, преобразуваща един или повече видове енергия в движение.
Различните видове енергии включват потенциална енергия (например енергията на гравитационното поле на Земята, използвана при производството на водноелектрическа енергия), топлинна енергия (например геотермална), химическа енергия, електрически потенциал и ядрена енергия (от ядреното делене или ядрения синтез). Много от тези процеси генерират топлина като междинна енергийна форма, така че топлинните двигатели имат особена важност. Някои естествени процеси, превръщат топлината на околната среда в движение (например под формата на нарастващи въздушни течения). Механичната енергия е от особено значение в транспорта, но също така играе роля в много индустриални процеси като рязане, смилане, раздробяване и смесване.
Механичните топлинни двигатели превръщат топлината в енергия чрез различни термодинамични процеси. Двигателят с вътрешно горене е може би най-често срещаният пример за химически топлинен двигател, при който топлината от изгарянето на гориво причинява бързо налягане на газообразните вещества на горенето в горивната камера, което ги кара да се разширяват и да задвижват бутало, което завърта колянов вал. За разлика от двигателите с вътрешно горене, реакционният двигател (реактивен двигател) произвежда тяга чрез изтласкване на реакционната маса, в съответствие с третия закон за движението на Нютон.
Освен топлинните двигатели, електрическите двигатели също преобразуват електрическата енергия в механично движение, пневматичните двигатели използват сгъстен въздух, а часовниковите двигатели в играчките с навиване използват еластична енергия. В биологичните системи молекулярните двигатели, подобно на миозините в мускулите, използват химическа енергия за създаване на сили и най-накрая, движение (химически двигател, но не и топлинен двигател).
Химическите топлинни двигатели, които използват въздух (атмосферен газ) като част от реакцията на горивото, се считат за двигатели с въздушно дишане. Химически топлинните двигатели са предназначени да работят в извън-земната атмосфера (например ракети и подводници), трябва да носят допълнителен горивен компонент, наречен окислител (въпреки че съществуват суперокислители, подходящи за използване в ракети, като флуор, по-мощен окислител от самият кислород); или машината трябва да получава топлина чрез нехимични средства, например чрез ядрени реакции.

Всички топлинни двигатели с химическо задвижване отделят преработени газове. Най-чистите двигатели отделят само вода. Строгите нулеви емисии обикновено означават, че няма други емисии, различни от вода и водни пари. Само топлинните двигатели, които изгарят чист водород (гориво) и чист кислород (окислител), постигат нулеви емисии чрез строго определение (на практика, тип ракетен двигател). Ако водородът се изгаря в комбинация с въздух (всички двигатели с въздушно дишане), възниква странична реакция между атмосферния кислород и атмосферния азот, което води до малки емисии на NOx, което е неблагоприятно дори в малки количества. Ако въглеводород (като алкохол или бензин) се изгаря като гориво, се отделят големи количества CO2, мощен парников газ. Водородът и кислородът от въздуха могат да реагират във вода от горивна клетка без странично производство на NOx, но това е електрохимичен двигател, а не топлинен двигател.